# ФК Сентлеринц

ФК Сентлеринц (мађ. 1908 Szentlőrinci AC KSE), је био мађарски фудбалски клуб . Седиште клуба је било у Пештсентлетинцу, Будимпешти Мађарска. Боје клуба су плава и црна. 

## Историјат клуба
Клуб је основан 1908. године. ФК Сентлеринц је дебитовао у првој мађарској лиги у сезони 1945/46. и крај сезоне је дочекао као осми.

## Историјат имена
- 1908–1919: Пештсентлеринц АЦ − Pestszentlőrinci Athletikai Club
- 1919–1945: Сентлеринц АЦ − Szentlőrinci Atlétikai Club
- 1945–1947: Сентлеринц АЦ Баратшаг − Szentlőrinci AC Barátság
- 1947: спојио се са Кебања Баратшаг − Kőbányai Barátság
- 1947–1949: Сентлеринци АЦ − Szentlőrinci Atlétikai Club
- 1949: спојио се са ФК Пошташ − Budapesti Postás SE
- 1956: поново успостављен
- 1957–1959: Петефи Шандор АЦ Сентлеринц − Petőfi Szentlőrinci Atlétikai Club

## Достигнућа
- Прва лига Мађарске у фудбалу:
  - 8. место (1) :1945/46.